# Różowa mapa
Różowa mapa (port. Mapa cor-de-rosa, ang. The Pink Map) – część portugalskiego programu kolonialnego, który rządy w Lizbonie próbowały wdrożyć pod koniec XIX wieku, w czasach tzw. wyścigu o Afrykę. Nazwa pochodziła od koloru, jakiego użył na mapie do oznaczenia roszczeń portugalskich, minister spraw zagranicznych Portugalii, Henrique de Barros Gomes.

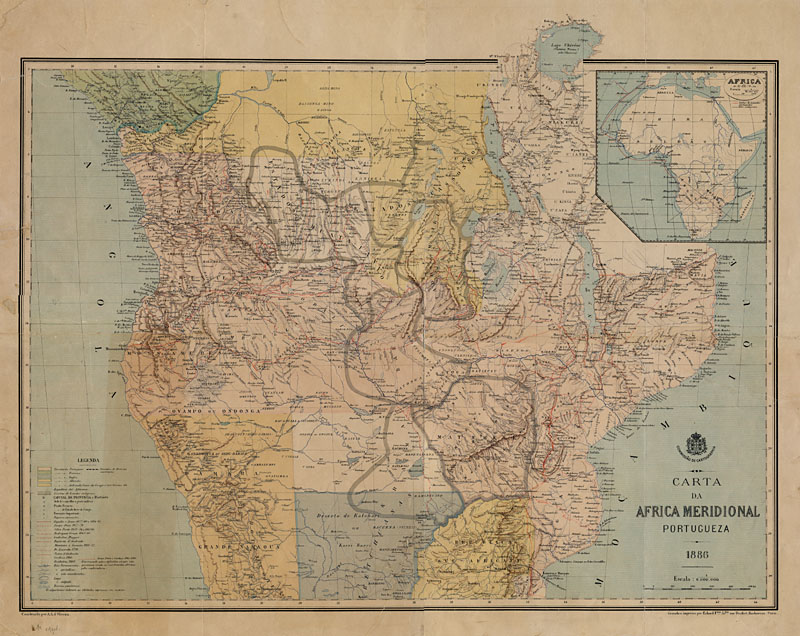
Oryginalna Różowa mapa z 1886

Głównym założeniem planu była chęć połączenia dwóch głównych kolonii afrykańskich Portugalii: Angoli na zachodzie i Mozambiku na wschodzie kontynentu. Roszczenia innych mocarstw kazały zintensyfikować działania rządu w kierunku realizacji połączenia. Jednak w rzeczywistości Portugalia była już u kresu swojej dawnej potęgi i faktycznie była w stanie kontrolować tylko tereny przybrzeżne. Dodatkowo Wielka Brytania, wieloletni sojusznik Portugalii, uznała te żądania za zagrażające realizacji jej planów w Afryce (idea wyrażona przez Cecila Rhodesa o imperium „z Kapsztadu do Kairu”). Portugalia przez brak realnej siły musiała ustąpić i okroić swoje ekspansywne plany.

## Historia

### Tło
Portugalia w XIX wieku była postrzegana przez inne europejskie kraje jako peryferyjne i zacofane państwo. Uzależniona gospodarczo i politycznie od brytyjskiego sojusznika, po utracie Brazylii (1822) nie miała już żadnych wielkich kolonii. Portugalskie posiadłości w Azji stanowiły relikt z czasów Wielkich Odkryć Geograficznych i nie miały już większego znaczenia gospodarczego. Azory, Madera i Wyspy Zielonego Przylądka prosperowały, ale były to małe prowincje. Gospodarczo najwięcej znaczyły plantacje kawy i kakao na położonych u wybrzeży Afryki Wyspach Świętego Tomasza i Książęcej, a jedynymi obszarami możliwej ekspansji był interior Afryki, do którego Portugalia miała dostęp ze swoich dwóch nadbrzeżnych kolonii: Angoli i Mozambiku. Już od XVII wieku pojawiały się próby odnalezienia drogi lądowej łączącej obydwie kolonie, ale niesprzyjający Europejczykom klimat i opór miejscowej ludności afrykańskiej uczynił te plany ponad siły Portugalii.

### Rozbiór Afryki
Ostatnie ćwierćwiecze XIX wieku przyniosło rosnącą rywalizację mocarstw o nowe nabytki kolonialne. Tym większą im mniej pozostawało na świecie terytoriów nie opanowanych przez Europejczyków i „białych plam” na ich mapach. Na czoło tej rywalizacji wysuwała się Wielka Brytania, która po opanowaniu Indii coraz większą uwagę poświęcała eksplorowaniu Afryki. Świeżo zjednoczone Cesarstwo Niemieckie i osłabiona klęską z Prusami, ale także aktywna w Afryce Republika Francuska chciały za wszelką cenę powstrzymać brytyjskie plany, dlatego zachęcały mniejsze państwa do wysuwania roszczeń na terytoriach, którymi same się nie interesowały. Obydwa państwa poparły konferencję zorganizowaną w 1876 w Brukseli przez króla Belgów Lepopolda II. Nazwany oficjalnie „Konferencją Geograficzną” zjazd usiłował wprowadzić zasady podziału Afryki. W jego wyniku powołano Międzynarodowe Afrykańskie Stowarzyszenie, które formalnie miało zajmować się sprawami naukowymi i filantropijnymi, w praktyce posłużyło Leopoldowi do przejęcia kontroli nad Wolnym Państwem Konga. Portugalia nie została zaproszona do udziału w Stowarzyszeniu, a Francja i Belgia powiększały swoje wpływy w Kongu, co sprzyjało zbliżeniu Lizbony z Londynem. W 1884 roku Wielka Brytania podpisała z Portugalią traktat londyński uznając jej roszczenia do terenów nad ujściem rzeki Kongo, chcąc położyć tamę francuskim zdobyczom. Doprowadziło to do kryzysu dyplomatycznego, a interwencja Niemiec i Francji zablokowała ratyfikację traktatu. Bismarck zwołał do Berlina konferencję, która miała rozstrzygnąć „afrykańskie problemy” drogą dyplomacji. Tym razem Portugalia została dopuszczona do rozmów. Konferencję zakończyło uchwalenie „Aktu Generalnego” (26 lutego 1885), w którym podjęto próbę zdefiniowania nowego publicznego prawa kolonialnego. „Akt Generalny” odrzucał historyczne prawa do spornych terytoriów na rzecz rzeczywistej obecności: cywilnej i wojskowej na danym terytorium. Była to poważna porażka dyplomacji portugalskiej: nowe ustalenia przekreśliły nie tylko postanowienia traktatu londyńskiego, ale wszystkie dotychczasowe roszczenia Lizbony oparte bardziej na historycznych umowach niż realnej władzy portugalskiej. Portugalia stanęła przed zadaniem natychmiastowego zwiększenia swojej obecności w Afryce: wysłania wojsk i ustanowienia administracji wszędzie tam, gdzie chciała zachować swoje prawa kolonialne.

### Doktryna „różowej mapy”

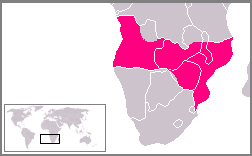
Obszar roszczeń portugalskich

Portugalia nie uznała się jeszcze za pokonaną i rząd w Lizbonie zarządził w latach 1885–1890 szereg wypraw w głąb Afryki. Miały one ustanowić realną kontrolę nad możliwie szerokimi terytoriami, które miały być podwaliną pod nowe imperium kolonialne. W 1886 roku ministerstwo spraw zagranicznych opracowało plan powstania „Portugalskiej Afryki Południowej”, która miała obejmować istniejące kolonie w Angoli i Mozambiku oraz pas ziem je łączących, między południowymi równoleżnikami 11° a 18°5′. Były to terytoria dzisiejszej Zambii, Malawi i Zimbabwe. W 1887 Barros Gomes przedstawił w parlamencie plan podbojów, który został entuzjastycznie przyjęty zarówno przez elity, jak i społeczeństwo portugalskie, a w opinii publicznej zaczęło funkcjonować pojęcie „różowej mapy”. Aby umocnić swoją pozycję w 1886 r. Portugalia podpisała traktat z Francją i Niemcami, regulujące jej granice z ich koloniami w Gwinei i północnym Mozambiku. Za cenę drobnych ustępstw Lizbona liczyła na ich przychylność w zbliżającym się nieuchronnie sporze z Wielką Brytanią. Traktaty dla tych krajów znaczyły jedynie tyle, że Portugalia posiada takie roszczenia, nie przesądzały jednak o ich przynależności i poparciu ze strony Berlina czy Paryża. Wielka Brytania, mimo że była odwiecznym sojusznikiem Portugalii, nie zaakceptowała roszczeń, co doprowadziło do wzajemnej rywalizacji o te tereny.

### Ultimatum brytyjskie
W latach 1888–89 wyruszyły kolejne ekspedycje, których zadaniem było podporządkowanie miejscowej ludności na spornych terytoriach i wytyczenie dogodnych tras pod budowę przyszłych linii kolejowych. Potyczki ze szczepami z grupy Kololo (Makololo), które były sprzymierzone z Brytyjczykami wzmogły napięcia z Londynem. Prasa brytyjska rozpoczęła agresywną kampanię przeciw Portugalczykom, popychając rząd brytyjski do zdecydowanych kroków. Londyn zresztą od początku nie uznawał portugalskich roszczeń zawartych w doktrynie „różowej mapy” i ostrzegał Lizbonę przed próbą jej realizacji. Ufny w niemieckie poparcie Gomes nie zamierzał jednak ustępować. W tej sytuacji 11 stycznia 1890 roku rząd lorda Salisbury wysłał do rządu w Lizbonie ultimatum, które dotyczyło wycofania się armii portugalskiej z terenów obecnego Zimbabwe i Zambii. Alternatywą było zerwanie stosunków dyplomatycznych i groźba użycia siły. Rząd i król Portugalii Karol I postanowili przyjąć ultimatum i wycofali wojska, z drugiej jednak strony usiłowali rozpocząć rozmowy z Brytyjczykami w celu przekazania sporu pod międzynarodowy arbitraż. Rząd londyński nie był zainteresowany takim rozwiązaniem, a Francja i Niemcy nie poparli portugalskich dążeń. 

### Skutki
Przyjęcie ultimatum nie oznaczało jeszcze ostatecznego ustalenia granicy portugalskich posiadłości w Angoli i Mozambiku. Droga do porozumienia z Wielką Brytanią była tym trudniejsza im bardziej wzburzona była działaniami niedawnego sojusznika opinia publiczna tak w Portugalii, jak i Anglii. Portugalskie społeczeństwo od dekad było pobudzane wizją nowych podbojów w Afryce, gdzie miało powstać nowe imperium kolonialne. Ustępstwa rządu i króla doprowadziły do wybuchu społecznej histerii. Atakowano Anglię żądając od rządu bardziej stanowczych działań. Doprowadziło to do odrzucenia przez obie Izby portugalskiego parlamentu pierwszego porozumienia wynegocjowanego w sierpniu 1890 roku i upadku rządu Antónia de Serpy i zamieszek w Porto. Nowy rząd wynegocjował półroczne modus vivendi potwierdzające brytyjską obecność na spornych terytoriach. 11 czerwca 1891 natomiast ratyfikował ostateczny tekst porozumienia. Portugalia musiała zapomnieć o lądowym pomoście łączącym jej dwie największe kolonie, uzyskała natomiast prawa do znacznych terytoriów, zwłaszcza w Angoli, na których nigdy jeszcze Portugalczyków nie było. I choć w kolejnych latach podpisywano jeszcze kolejne porozumienia graniczne, tak z Brytyjczykami, jak i Belgami (w Kongo), to zasadniczy kształt ostatniego portugalskiego imperium kolonialnego został ustanowiony w 1891 roku.